# 飯塚国際車いすテニス大会
飯塚国際車いすテニス大会（いいづかこくさいくるまいすテニスたいかい、英語：Japan Open International Wheelchair Tennis Championships）は1985年から毎年5月頃に福岡県飯塚市で開催される車いすテニスの国際大会。国際テニス連盟公認のITF車いすテニスツアーに含まれるトーナメントで、2004年より世界６大会のひとつであるスーパーシリーズに格付けされ、ジャパンオープンとも呼ばれる。
麻生泰が大会創設当初より深く関わり、大会会長として大会の成功と障がい者スポーツの社会的認知向上に尽力。現在も麻生グループは、選手の移動用福祉車両や食事・宿泊・商品提供、テレビ放映支援など多方面から継続的に大会を支援している。本大会の大きな特色は、資金調達から大会運営までを地元企業や市民を中心としたボランティアによって支えられている点である。大会期間中は、地域住民、官公庁、地元企業、児童・学生ら延べ2,000人以上が、競技・ボールパーソン・輸送・会場設営・通訳・メディカル・ラウンジなどの役割を担う。このような運営スタイルは「イイヅカ方式」として海外にも広く知られ、ITFや海外選手から高い評価を受けている。

## 歴史
1982年、飯塚市内の労働福祉事業団総合せき損センターにおいて脊髄損傷者のリハビリテーションとして車いすテニスが紹介されたことを機に普及活動が始まった。1984年には九州車いすテニスクラブが発足し、翌1985年、飯塚国際車いすテニス大会の第1回大会を開催。麻生泰の義弟である寬仁親王臨席の下、海外から14名の選手が参加した。第25回の記念大会となった2009年には男子シングルスの決勝戦の模様が初めてインターネット中継された。2018年には、障碍者スポーツ大会として初めて、男女シングルスの優勝者に天皇盃・皇后盃が下賜される栄誉を受けた。2020年〜2022年は中止された。

## 大会歴代優勝者

### 男子シングルス
- 1985年 - ブラッド・パークス（アメリカ）
- 1986年 - ミック・コネル（オーストラリア）[4]
- 1987年 - ローラン・ジャマルティーニ（フランス）
- 1988年 - ミック・コネル（オーストラリア）
- 1989年 - ミック・コネル（オーストラリア）
- 1990年 - ランディ・スノー（アメリカ）
- 1991年 - ローラン・ジャマルティーニ（フランス）
- 1992年 - ローラン・ジャマルティーニ（フランス）
- 1993年 - ローラン・ジャマルティーニ（フランス）
- 1994年 - デビッド・ホール（オーストラリア）
- 1995年 - デビッド・ホール（オーストラリア）
- 1996年 - デビッド・ホール（オーストラリア）
- 1997年 - ローラン・ジャマルティーニ（フランス）
- 1998年 - リッキー・モリール（オランダ）[5]
- 1999年 - デビッド・ホール（オーストラリア）
- 2000年 - デビッド・ホール（オーストラリア）
- 2001年 - デビッド・ホール（オーストラリア）
- 2002年 - 斎田悟司（日本）
- 2003年 - デビッド・ホール（オーストラリア）
- 2004年 - ロビン・アマラーン（オランダ）
- 2005年 - デビッド・ホール（オーストラリア）
- 2006年 - 国枝慎吾（日本）
- 2007年 - 国枝慎吾（日本）
- 2008年 - 国枝慎吾（日本）
- 2009年 - 国枝慎吾（日本）
- 2010年 - 国枝慎吾（日本）
- 2011年 - 国枝慎吾（日本）
- 2012年 - グスタボ・フェルナンデス（アルゼンチン）
- 2013年 - マイケル・シェファース（オランダ）[6]
- 2014年 - 国枝慎吾（日本）[7][8]
- 2015年 - 国枝慎吾（日本）
- 2016年 - ステファン・ウデ（フランス）
- 2017年 - ゴードン・リード（イギリス）

| 年     | 優勝者           | 準優勝者                 | 決勝結果         |
| ------ | ---------------- | ------------------------ | ---------------- |
| 2018年 | ゴードン・リード | 国枝慎吾                 | 6-4, 4-6, 6-1    |
| 2019年 | 国枝慎吾         | ステファン・ウデ         | 7-6(4), 7-5      |
| 2023年 | 小田凱人         | 真田卓                   | 3-6, 6-1, 6-4    |
| 2024年 | 小田凱人         | アルフィー・ヒューエット | 6-1, 7-6(5)      |
| 2025年 | 小田凱人         | マルティン・デラプエンテ | 7-6(5), 2–6, 7–5 |

### 男子ダブルス
- 2015年 - 国枝慎吾（日本）＆ゴードン・リード（イギリス）
- 2016年 - ステファン・ウデ（フランス）＆マイケル・シェファース（オランダ）
- 2017年 - ステファン・ウデ（フランス）＆ニコラ・ペイファー（フランス）

### 女子シングルス
- 1986年 - 大井知子（日本）[9]
- 1987年 - 今泉千春（日本）[10]
- 1988年 - エレン・デ・ランゲ（オランダ）[11]
- 1989年 - モニク・バン・デン・ボッシュ（オランダ）
- 1990年 - シャントール・バンデンドンク（オランダ）
- 1991年 - 北本佳苗（日本）[12]
- 1992年 - 北本佳苗（日本）
- 1993年 - エレン・デ・ランゲ（オランダ）
- 1994年 - 大前千代子（日本）
- 1995年 - シャンタル・ファンディレンドンク（オランダ）[13]
- 1996年 - 北本佳苗（日本）
- 1997年 - シャンタル・ファンディレンドンク（オランダ）
- 1998年 - ダニエラ・ディトーロ（オーストラリア）
- 1999年 - ダニエラ・ディトーロ（オーストラリア）
- 2000年 - ダニエラ・ディトーロ（オーストラリア）
- 2001年 - ダニエラ・ディトーロ（オーストラリア）
- 2002年 - ダニエラ・ディトーロ（オーストラリア）
- 2003年 - マーイケ・スミット（オランダ）
- 2004年 - エステル・フェルヘール（オランダ）
- 2005年 - イスケ・フリフィウン（オランダ）[14]
- 2006年 - フロランス・グラヴェイエ（フランス）[15]
- 2007年 - エステル・フェルヘール（オランダ）
- 2008年 - エステル・フェルヘール（オランダ）
- 2009年 - フロランス・グラヴェイエ（フランス）
- 2010年 - ダニエラ・ディトーロ（オーストラリア）
- 2011年 - イスケ・フリフィウン（オランダ）
- 2012年 - ザビーネ・エレルブロック（ドイツ）
- 2013年 - 上地結衣[6][16]
- 2014年 - 上地結衣[7][8]
- 2015年 - 上地結衣
- 2016年 - 上地結衣
- 2017年 - 上地結衣

| 年     | 優勝者               | 準優勝者                 | 決勝結果      |
| ------ | -------------------- | ------------------------ | ------------- |
| 2018年 | 上地結衣             | サビーネ・エラーブロック | 6-0, 6-4      |
| 2019年 | ディーデ・デフロート | 上地結衣                 | 6-3, 7-6(6)   |
| 2023年 | ディーデ・デフロート | 上地結衣                 | 6-0, 6-4      |
| 2024年 | 上地結衣             | ディーデ・デフロート     | 2-6, 6-1, 6-0 |
| 2025年 | 李暁輝               | 上地結衣                 | 3–6, 6–3, 6–1 |

### 女子ダブルス
- 2015 - 上地結衣（日本）＆ ジョーダン・ホワイリー（イギリス）
- 2016 - 上地結衣（日本）＆ ジョーダン・ホワイリー（イギリス）
- 2017 - 上地結衣（日本）＆ マジョレーン・バイス（オランダ）

### クァードシングルス
- 1996年 - スティーブ・エバレット（アメリカ）[17]
- 1997年 - 木村禎宏（日本）[18]
- 1998年 - マーク・エクレストン（イギリス）[19]
- 1999年 - 木村禎宏（日本）
- 2000年 - マーク・エクレストン（イギリス）
- 2001年 - 橘信宏（日本）[20]
- 2002年 - 橘信宏（日本）
- 2003年 - 橘信宏（日本）
- 2004年 - ピーター・ノーフォーク（イギリス）[21]
- 2005年 - ピーター・ノーフォーク（イギリス）
- 2006年 - ピーター・ノーフォーク（イギリス）
- 2007年 - デビッド・ワグナー（アメリカ）[22]
- 2008年 - デビッド・ワグナー（アメリカ）
- 2009年 - デビッド・ワグナー（アメリカ）
- 2010年 - デビッド・ワグナー（アメリカ）
- 2011年 - デビッド・ワグナー（アメリカ）
- 2012年 - デビッド・ワグナー（アメリカ）
- 2013年 - デビッド・ワグナー（アメリカ）[6]
- 2014年 - ルーカス・シトール（南アフリカ）[7]
- 2015年 - ディラン・オルコット（オーストラリア）
- 2016年 - ディラン・オルコット（オーストラリア）
- 2017年 - ディラン・オルコット（オーストラリア）

### クァードダブルス
- 2015年 - ルーカス・シトール（南アフリカ）＆ ディラン・オルコット（オーストラリア）
- 2016年 - ジェイミー・バードキン（イギリス）＆ アンディ・ラプソーン（イギリス）
- 2017年 - ディラン・オルコット（オーストラリア）＆ ヒース・デービッドソン（オーストラリア）